# Tragocephala mniszechii
Tragocephala mniszechii là một loài bọ cánh cứng trong họ Cerambycidae.